# Ascorhynchus extenuata
Ascorhynchus extenuata là một loài nhện biển trong họ Ascorhynchidae. Loài này thuộc chi Ascorhynchus. Ascorhynchus extenuata được miêu tả khoa học năm 1938 bởi Calman.